# 구글 페이 센드
구글 페이 센드(Google Pay Send, 이전 명칭: 구글 월렛, Google Wallet)은 구글이 개발한 모바일 결제 시스템이다. NFC 기능이 내장된 스마트폰을 통해 직불카드, 신용카드, 멤버십카드 등의 기능을 대체한다. 2011년 5월 26일 발표하였으며, 같은 해 8월부터 뉴욕과 샌프란시스코를 시작으로 서비스 중이다. 씨티은행, 마스터카드, 삼성전자 등이 참여하고 있다.
2018년 안드로이드 페이와 구글 월렛은 구글 플레이라는 이름의 하나의 지불 시스템으로 통합되었다. 구글 플레이에 포함된 기능인 구글 페이 센드는 구글 월렛 서비스를 대체하였다.

## 역사

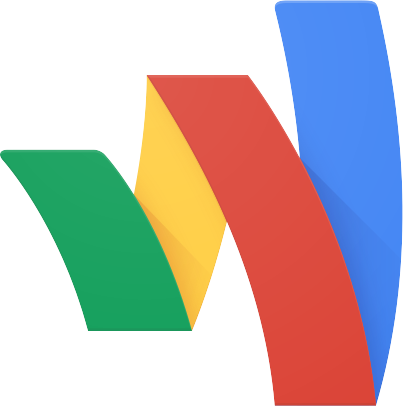
2015년 사용된 과거의 로고

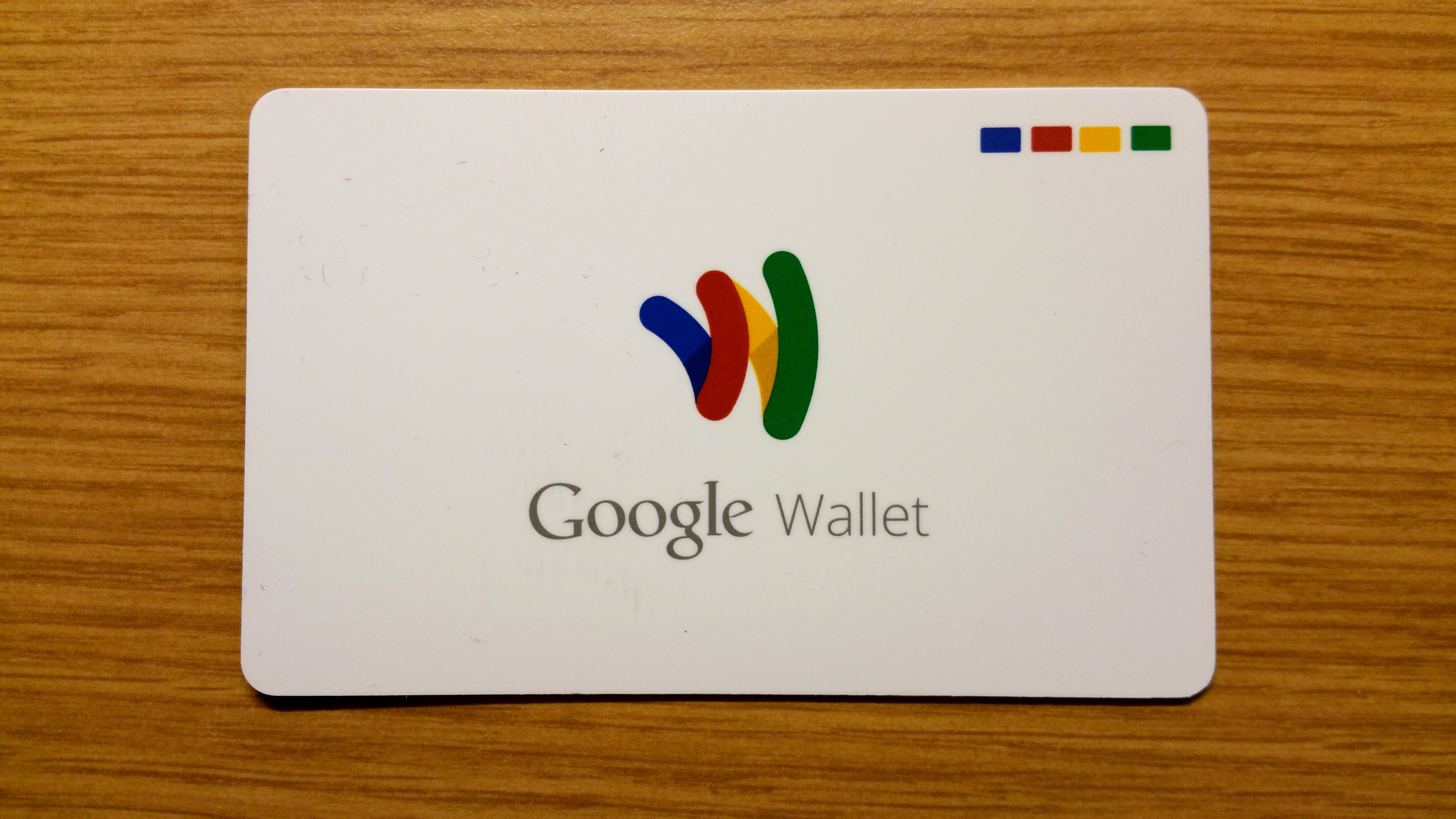
구글 월렛 카드

구글은 2011년 5월 26일 언론 콘퍼런스에서 오리지널 버전의 서비스를 시연하였다. 최초의 앱은 미국 전용으로 2011년 9월 19일에 출시되었다.
2013년 5월 15일, 구글은 구글 월렛과 지메일의 통합을 발표하여 지메일 첨부 파일을 통해 사용자들이 송금할 수 있게 하였다. 구글 월렛은 미국에서만 이용이 가능하지만, 지메일 통합은 현재 미국과 영국에서 이용이 가능하다.
오리지널 버전의 구글 월렛은 근거리 무선 통신(NFC) 기술을 사용하여 휴대전화로 사용자들이 판매 시점 구매를 가능케 했다. 그러나 2015년 9월, 구글은 구글 월렛에서 NFC를 제거하였고 안드로이드 페이를 통해서만 이 기술을 제공하게 했는데, 이는 안드로이드 사용자들에게만 제공되는 별도의 응용 프로그램이다. 구 버전의 구글 월렛에 저장된 그 결과, 기프트 카드, 로열티 프로그램, 프로모션 오퍼는 더 이상 사용될 수 없게 됐다. 안드로이드 사용자의 경우 이러한 특별한 오퍼와 기프트 카드는 자동으로 안드로이드 페이로 전송되었다. iOS 사용자의 경우, 대체 사용을 위해 오퍼를 내보낼 수 있도록 지침이 제공되었다. NFC 기술에 보고된 보안 문제는 없었다.
2016년 3월 31일, 구글은 2016년 6월 30일자로 구글 월렛 카드의 지원을 중단한다고 발표했다.

## 같이 보기
- 안드로이드 페이